# SOS Fantômes (comics)
Pour le film, voir SOS Fantômes.
La franchise SOS Fantômes a inspiré plusieurs séries de comics, chez divers éditeurs.

## Now Comics
Cette série de comics s'inspire de la série d'animation SOS Fantômes (The Real Ghostbusters puis Slimer! and the Real Ghostbusters) diffusée entre 1986 et 1991.
- The REAL GHOSTBUSTERS 3D Special (1 volume)
- The REAL GHOSTBUSTERS 3D SLIMER (1 volume)
- The Real Ghostbuster (28 volumes)
- The Real Ghostbuster vol 2 (4 volumes)
- The REAL GHOSTBUSTERS MOVIE II (3 volumes)
- SLIMER (19 volumes)

## 88MPH Studios
En 2004, la maison d'édition 88MPH Studios, a publié Ghostbusters: Legion (en), une mini-série de quatre numéros. Les personnages du film de 1984 sont ici transposés en 2004. Le style est ici plus sérieux que la série de comics The Real Ghostbuster.

## Tokyopop
En 2008, Tokyopop publie le one shot Ghostbusters: Ghost Busted, dans un style manga en noir et blanc.

## IDW Publishing
En 2008, IDW Publishing obtient les droits de la franchise et développe de nombreux one shot et mini-séries, dont quelques crossover avec notamment les Tortues Ninja ou encore l'univers de X-Files,.

### One shotet mini-séries
- Ghostbusters: Displaced Aggression (octobre 2008-janvier 2009)

Cette série de 4 volumes est écrite par Scott Lobdell et illustrée par Llias Kyriazis. Elle est rééditée en trade paperback en avril 2010 puis en édition Hundred Penny Press en 2011.
- Ghostbusters: Displaced Aggression (septembre-décembre 2009)[4]

Écrit par Scott Lobdell et illustré par Llias Kyriazis
- Ghostbusters: Past, Present, and Future (décembre 2009)[7]

Écrit par Rob Williams et illustré par Diego Jourdan Pereira
- Ghostbusters: Tainted Love (février 2010)[8]

Écrit par Dara Naraghi et illustré par Salgood Sam
- Ghostbusters: Con-Volution (juin 2010)[9]

Écrit par Jim Beard et Keith Dallas et illustré Josh Howard
- Ghostbusters: What in Samhain Just Happened?! (octobre 2010)[10]

Écrit par Peter Allen David et illustré par Dan Schoening
- Ghostbusters: Haunted Holidays (novembre 2010)[11]

Réédition tradepaperback contenant notamment Past, Present, and Future, Tainted Love, Con-Volution et What in Samhain Just Happened?! ainsi que l'histoire bonus Guess What's Coming to Dinner?
- Les histoires Displaced Aggression, The Other Side et Haunted Holidays sont compilées dans Ghostbusters: Omnibus en September 2012[12]. En octobre 2012, pour Halloween, IDW édite la collection  Ghostbusters: 100-Page Spooktacular[13], puis une réédition de Ghostbusters Times Scare![14]

- Infestation (janvier-avril 2011)[15]

Cette mini-série est incluses dans un vaste cross-over dans une histoire de zombies regroupant plusieurs licences de IDW comme G.I. Joe, Star Trek et Transformers.
- Ghostbusters: Infestation (mars 2011)[16]

Écrit par Erik Burnham et illustré par Kyle Hotz
- Mars Attacks the Real Ghostbusters (janvier 2013)

Écrit par Erik Burnham with et illustré par Jose Holder. Il s'agit d'un cross-over entre SOS Fantômes  et le jeu de cartes à collectionner (en) des années 1960 (qui a inspiré le film Mars Attacks! de Tim Burton)
- The X-Files Conspiracy (janvier 2014)

Écrit par Erik Burnham et illustré par Salvador Navarro. C'est le second volume d'une série de 6, combinant plusieurs licences d'IDW avec l'univers de X-Files.
- Teenage Mutant Ninja Turtles/Ghostbusters (octobre 2014-janvier 2015)

Écrit par Erik Burnham, Tom Waltz et Luis Antonio Delgado et illustré par Dan Schoening. Cette mini-série de 4 volumes est un cross-over avec les Tortues Ninja, commercialisé pour célébrer les 30 ans du film SOS Fantômes et la sortie des premiers comics Teenage Mutant Ninja Turtles en 1984.
- Ghostbusters: Get Real (juin-septembre 2015)

Cette mini-série en 4 volumes est un cross-over entre les Ghostbusters connus et leur version « cartoon » de la série d'animation SOS Fantômes.

### Séries en cours
De septembre 2011 et décembre 2012, IDW publie une série de 16 volumes, écrite par Erik Burnham et illustrée par Dan Schoening et Luis Antonio Delgado. En 2014, la série est compilée dans une hardcover collection intitulée Ghostbusters: Total Containment
De février 2013 à septembre 2014, IDW publie la série The New Ghostbusters, créée par Burnham, Schoening et Delgado, qui connaitra 20 volumes, rééditée en hardcover collection en juillet 2015 sous le titre Ghostbusters: Mass Hysteria.

## Publications en France

### Delcourt
- collectif, Ghostbusters : Panique à New York, t. 1, France, coll. « Contrebande », septembre 2014 (ISBN 2756050202)
- collectif, Ghostbusters : Un flirt avec la mort, t. 2, France, coll. « Contrebande », novembre 2014
- collectif, Ghostbusters : Spectres à gogo, t. 3, France, coll. « Contrebande », 2014
- collectif, Erik Burnham, Tristan Jones, Dan Schoening et Luis Antonio Delgado, Ghostbusters - SOS Fantômes T4

Pour quelques protons de plus, Delcourt, coll. « Contrebande », 17 août 2016 (ISBN 9782756070421)

### Editions Flamival
- collectif, 5 . Les Nouveaux SOS Fantômes, Editions Flamival, août 2018 (ISBN 979-10-96890-10-1)
- collectif, Ghostbusters - SOS Fantômes

6. Trains, esprits et résidus fantomatiques, Editions Flamival, 28 janvier 2020 (ISBN 979-10-96890-17-0)